# 天桴四
天鷹座η (η Aql / η Aquilae)是在天鷹座的一顆恆星，中国星名天桴四，属牛宿，星官天桴。在過去，它曾經是安迪努斯座(已廢棄的星座)的成員。另一方面，這顆恆星在希伯來很罕見的被稱為Bezek或Bazak，意思是"閃電"。
這是一顆造父變星，視星等以7.176641天在3.6 至 4.4等之間變化。與仙王座δ、雙子座ζ和天龍座β，都是 肉眼可見的造父變星，也就是說，這些恆星不僅肉眼可見，而且變光的範圍也是肉眼可以察覺出的。其他的一些造父變星，像是北極星，雖然夠亮但是光度的變化很小。
它與地球的距離大約1200光年，是一顆黃-白色的超巨星，發光度大約是太陽的3000倍，直徑是太陽的60倍。

## 位置

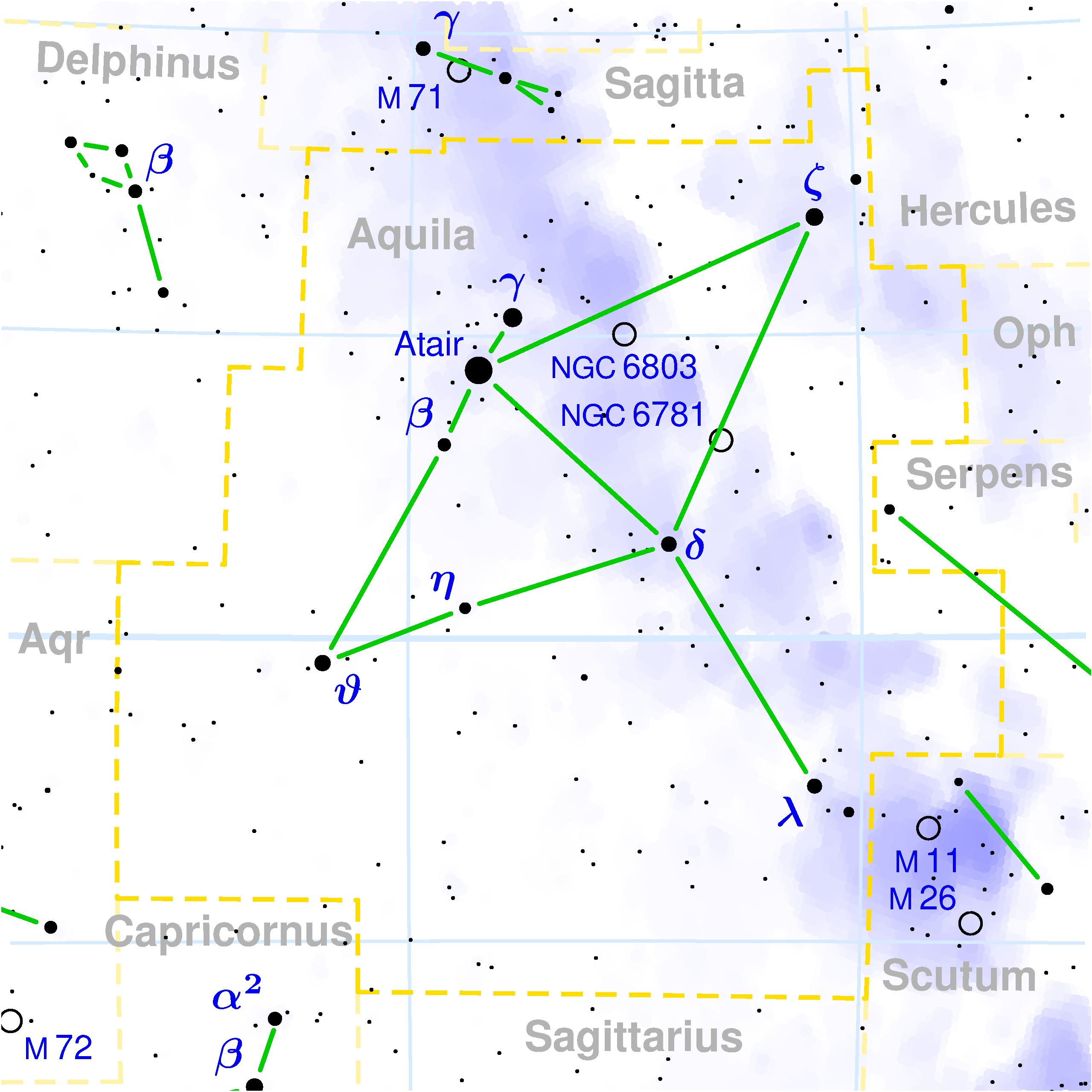

這顆恆星在星座內的位置顯是在下面的圖中：

## 外部連結
- Yale Bright Star Catalog; click on Aquila （页面存档备份，存于）
- HR 7570
- Image Eta Aquilae
- Eta Aquilae